# Скин Даймонд
Скин Даймонд (англ. Skin Diamond), урождённая Рэйлин Кристенсен (англ. Raylin Christensen; род. 18 февраля 1987, Вентура, Калифорния) — американская порноактриса.

## Биография
Даймонд родилась в городке Вентура (штат Калифорния, США), выросла в Данфермлине (Шотландия). Имеет эфиопские, немецкие, датские, чешские, югославские корни. Её отец, Родд Кристенсен — американский актёр. Она снималась в детском сериале Balamory вместе со своим отцом и единственной сестрой Хизер.
Даймонд начала работать моделью и снималась для таких брендов, как Louis Vuitton, American Apparel и Atsuko Kudo. В 2009 году она дебютировала в порноиндустрии, снявшись в фильме Джоанны Энджел. В 2012 году она позировала для автора комиксов Дэвида Мэка. Она стала прототипом для персонажа Эхо из мини-сериала Marvel Comics Daredevil: End of Days.
В 2016 году Даймонд покинула порноиндустрию, чтобы сосредоточиться на своей актёрской и музыкальной карьере. В том же году она снялась в мини-сериале канала HBO Submission и выпустила свой первый сингл «Fire».
В 2019 году она снялась в фотосессии для журнала Penthouse.
По данным на 2019 год снялась в 504 порнофильмах.

## Личная жизнь
Скин Даймонд в настоящее время проживает в Лос-Анджелесе, где она снимает жильё вместе с порноактрисой Асфиксией Нуар.

## Награды и номинации
| Год  | Награда       | Результат | Номинация | Фильм                                                                   |
| ---- | ------------- | --------- | --- | ----------------------------------------------------------------------- |
| 2012 | AVN Award     | Номинация | Лучшая новая старлетка | н/д                                                                     |
| 2012 | AVN Award     | Номинация | Лучшая сцена орального секса (с Асой Акирой) | Orgasmic Oralists                                                       |
| 2012 | AVN Award     | Номинация | Лучшая сцена от первого лица (с Джоанной Энджел и Джеймсом Дином)                                                                                        | POV Punx 4                                                              |
| 2012 | AVN Award     | Номинация | Лучшая сцена триолизма (Ж/М/М) (с Мистером Питом и Марком Вудом)                                                                                         | Shut Up and Fuck                                                        |
| 2012 | AVN Award     | Номинация | Лучшая сцена триолизма (Ж/Ж/М) (с Лили Картер и Крисом Строксом)                                                                                         | Slut Puppies 5                                                          |
| 2012 | Urban X Award | Победа    | Исполнительница года | н/д                                                                     |
| 2012 | Urban X Award | Номинация | Оргазмический оралист | н/д                                                                     |
| 2012 | Urban X Award | Номинация | Лучшая сцена триолизма (с Беллой Моретти и Мистером Маркусом)                                                                                            | Hitch Hikers 2                                                          |
| 2012 | Urban X Award | Номинация | Лучшая сцена анального секса (с Лейлани Лиэн и Майком Адриано)                                                                                           | Black Anal Addiction                                                    |
| 2012 | Urban X Award | Номинация | Лучшая парная сцена секса (с Шоном Майклзом) | Black Diamonds                                                          |
| 2012 | Urban X Award | Номинация | Лучшая парная сцена секса (с Лексингтоном Стилом) | Porn’s Top Black Models 3                                               |
| 2012 | XBIZ Award    | Номинация | Новая старлетка года | н/д                                                                     |
| 2013 | AVN Award     | Номинация | Лучшая сцена группового лесбийского секса (с Бонни Роттен и Асфиксией Ноар)                                                                              | Meet Bonnie                                                             |
| 2013 | AVN Award     | Номинация | Лучшая сцена группового лесбийского секса (с Адрианной Луна и Селестой Стар)                                                                             | Mind Fuck                                                               |
| 2013 | AVN Award     | Номинация | Лучшая сцена анального секса (с Начо Видалом) | Nacho Vidal: The Sexual Messiah                                         |
| 2013 | AVN Award     | Номинация | Лучшая сцена секса девушка/девушка (с Лили Картер) | Interracial Lesbian Romance                                             |
| 2013 | AVN Award     | Номинация | Лучшая сцена группового секса (с Микой Тэн, Бруклин Ли, Мисти Стоун, Джеймсом Дином, Дэйном Кроссом и Алексом Гонзом)                                    | Official The Hangover Parody                                            |
| 2013 | AVN Award     | Номинация | Лучшая сцена триолизма (Ж/Ж/М) (c Джоанной Энджел и Рамоном Номаром)                                                                                     | Joanna Angel: Filthy Whore                                              |
| 2013 | AVN Award     | Номинация | Лучшая исполнительница года | н/д                                                                     |
| 2013 | XBIZ Award    | Номинация | Лучшая исполнительница года | н/д                                                                     |
| 2013 | XBIZ Award    | Победа    | Лучшая актриса второго плана | Revenge of the Petites                                                  |
| 2013 | XRCO Award    | Номинация | Исполнительница года | н/д                                                                     |
| 2013 | XRCO Award    | Номинация | Orgasmic Analist | н/д                                                                     |
| 2014 | AVN Award     | Номинация | Лучшая исполнительница года | н/д                                                                     |
| 2014 | AVN Award     | Номинация | Лучшая сцена секса парень/девушка (с Принцем Иешуа) | Deep Pussy                                                              |
| 2014 | AVN Award     | Номинация | Лучшая сцена секса девушка/девушка (с Клео Валентин) | The Walking Dead                                                        |
| 2014 | AVN Award     | Номинация | Лучшая сцена группового секса (с Сарой Шевон, Эйден Старр, Даной Деармонд, Верукой Джеймс, Джеймсом Дином, Джон Джоном, Мистером Питом и Томми Пистолом) | Orgy University                                                         |
| 2014 | AVN Award     | Номинация | Лучшая сцена группового секса (с Билли Глейдом, Джоном Стронгом, Марком Вудом, Томми Пистолом и Уиллом Паурсом)                                          | Skin Diamond: No Limits                                                 |
| 2014 | AVN Award     | Номинация | Лучшая сцена анального секса (с Л Ти) | Skin                                                                    |
| 2014 | AVN Award     | Победа    | Лучшая сцена двойного проникновения (с Марко Бандерасом и Принцем Иешуа)                                                                                 | Skin                                                                    |
| 2014 | AVN Award     | Победа    | Лучшая сцена орального секса | Skin                                                                    |
| 2014 | XBIZ Award    | Номинация | Лучшая сцена — Не-особенная сцена (с Марко Бандерасом и Принцем Иешуа)                                                                                   | Skin                                                                    |
| 2014 | XBIZ Award    | Номинация | Исполнительница года | н/д                                                                     |
| 2014 | XRCO Award    | Номинация | Исполнительница года | н/д                                                                     |
| 2014 | XRCO Award    | Номинация | Супершлюха | н/д                                                                     |
| 2014 | XRCO Award    | Номинация | Оргазмический оралист | н/д                                                                     |
| 2014 | XRCO Award    | Номинация | Оргазмический аналитик | н/д                                                                     |
| 2014 | Inked Award   | Победа    | Исполнительница года |                                                                         |
| 2015 | Inked Award   | Победа    | Групповая сцена года (с Джоанной Энджел, Клейо Валентьен, Натальей Мари, Джеймсом Дином, мистером Питом и Миком Блу)                                     | All About That Orgy                                                     |
| 2015 | AVN Award     | Номинация | Лучшая сцена группового лесбийского секса (с Алексис Тексас, Асой Акирой и Дэни Дэниелс)                                                                 | Alexis & Asa                                                            |
| 2015 | AVN Award     | Номинация | Лучшая сцена анального секса (с Рокко Сиффреди) | Rocco’s Coming in America                                               |
| 2015 | AVN Award     | Номинация | Лучшая сцена двойного проникновения (с Джеймсом Дином и Мистером Питом)                                                                                  | Performers of the Year 2014                                             |
| 2015 | AVN Award     | Номинация | Лучшая актриса второго плана | The Doctor Whore Porn Parody                                            |
| 2015 | AVN Award     | Номинация | Лучшая сцена триолизма (Ж/Ж/М) (с Мэдди О’Райли и Эриком Эверхардом)                                                                                     | Maddy O’Reilly Is Slutwoman                                             |
| 2015 | AVN Award     | Номинация | Исполнительница года | н/д                                                                     |
| 2015 | AVN Award     | Номинация | Звезда мейнстрима года | н/д                                                                     |
| 2015 | AVN Award     | Номинация | Самая «жёсткая» сцена секса (с Райаном Мэдисоном) | Dark Perversions 3                                                      |
| 2015 | AVN Award     | Номинация | Самая «жёсткая» сцена секса (с Рокси Рай, Стоей, Лией Лексис и Рокко Сиффреди)                                                                           | Voracious: Season 2 Volume 4                                            |
| 2015 | XBIZ Award    | Номинация | Исполнительница года | н/д                                                                     |
| 2015 | XBIZ Award    | Номинация | Лучшая актриса — полнометражный фильм | Killers                                                                 |
| 2015 | XBIZ Award    | Номинация | Лучшая сцена — полнометражный фильм (с Ксандером Корвусом)                                                                                               | Killers                                                                 |
| 2015 | XBIZ Award    | Номинация | Лучшая сцена — только девушки (с Эмили Эддисон) | Killers                                                                 |
| 2015 | XBIZ Award    | Номинация | Лучшая сцена — парная сцена (с Ником Мэннингом) | White Witch                                                             |
| 2015 | XRCO Award    | Номинация | Оргазмический аналитик | н/д                                                                     |
| 2015 | XRCO Award    | Номинация | Фаворит основных СМИ для взрослых | н/д                                                                     |
| 2021 | AVN Award     | Победа    | Мейнстримное предприятие года |                                                                         |
| 2022 | AVN Award     | Победа    | Лучшая сцена орального секса (с Райли Рид и Уинстоном Бербанком)                                                                                         | Oral Queens Riley Reid and Skin Diamond Give Spit Filled Sloppy Blowjob |
| 2024 | Urban X Award |           | Зал славы |                                                                         |